# Michal Štanceľ
Michal Štanceľ (20. října 1921 – 10. února 1989) byl slovenský a československý politik Komunistické strany Slovenska, ministr vlád ČSSR a poslanec Sněmovny národů Federálního shromáždění za normalizace.

## Biografie
V letech 1953–1960 působil jako náměstek předsedy Slovenského úřadu sociálního zabezpečení, v období let 1960–1963 pak byl náměstkem předsedy a v letech 1963–1968 předsedou Státního úřadu sociálního zabezpečení. V období let 1968–1983 byl federálním ministrem, nejprve krátce do dubna 1968 coby ministr bez portfeje v první vládě Oldřicha Černíka. Pak jako ministr práce a sociálních věcí ČSSR v první vládě Oldřicha Černíka, druhé vládě Oldřicha Černíka, třetí vládě Oldřicha Černíka, první vládě Lubomíra Štrougala, druhé vládě Lubomíra Štrougala, třetí vládě Lubomíra Štrougala a čtvrté vládě Lubomíra Štrougala. V roce 1971 mu byl udělen Řád práce, roku 1981 Řád republiky. V letech 1968–1970 se uvádí jako účastník zasedání Ústředního výboru Komunistické strany Slovenska. 31. srpna 1968 byl kooptován za člena Ústředního výboru Komunistické strany Československa.
Ve volbách roku 1971 zasedl do slovenské části Sněmovny národů (volební obvod č. 124 – Zvolen I, Středoslovenský kraj). Mandát obhájil ve volbách roku 1976 (obvod Zvolen I) a volbách roku 1981 (obvod Rimavská Sobota). Ve Federálním shromáždění setrval do konce funkčního období, tedy do voleb roku 1986.